# Associazione Calcio Pisa 1940-1941
Questa pagina raccoglie i dati riguardanti l'Associazione Calcio Pisa nelle competizioni ufficiali della stagione 1940-1941.

## Rosa
| N. |                   | Ruolo | Calciatore                 |
| -- | ----------------- | ----- | -------------------------- |
|    | Italia (bandiera) | P     | Giulio Baldacci            |
|    | Italia (bandiera) | C     | Enzo Bellini               |
|    | Italia (bandiera) | D     | Mario Bertiglia            |
|    | Italia (bandiera) | A     | Elio Bertoni               |
|    | Italia (bandiera) | A     | Mario Caccia               |
|    | Italia (bandiera) | D     | Pacino Calistri            |
|    | Italia (bandiera) | C     | Pier Francesco De Martinis |
|    | Italia (bandiera) | A     | Giovanni Ferrari           |
|    | Italia (bandiera) | D     | Antonio Franceschi         |
|    | Italia (bandiera) | C     | Antonio Fusco              |
|    | Italia (bandiera) | C     | Umberto Mannocci           |
|    | Italia (bandiera) | P     | Gino Merlo                 |

| N. |                   | Ruolo | Calciatore        |
| -- | ----------------- | ----- | ----------------- |
|    | Italia (bandiera) | A     | Ermanno Moalli    |
|    | Italia (bandiera) | A     | Ippolito Montiani |
|    | Italia (bandiera) | A     | Danilo Nardini    |
|    | Italia (bandiera) | A     | Renzo Pini        |
|    | Italia (bandiera) | C     | Arturo Presselli  |
|    | Italia (bandiera) | C     | Mario Provaglio   |
|    | Italia (bandiera) | D     | Eto Soldani       |
|    | Italia (bandiera) | D     | Luigi Strobbe     |
|    | Italia (bandiera) | C     | Mario Tonali      |
|    | Italia (bandiera) | D     | Mario Verga       |
|    | Italia (bandiera) | A     | Giuseppe Vigo     |

## Risultati

### Serie B

#### Girone di andata
| Arbitro: | Dellarole (Roma) |

|  |           |                   |
|  | Marcatori | 65’ (rig.) Sichel |

| Arbitro: | Scorzoni (Bologna) |

|                        |           |  |
| Tomasi 35’ Pomponi 47’ | Marcatori |  |

| Arbitro: | Gamba (Pozzuoli) |

|                     |           |  |
| Pini 16’ Moalli 70’ | Marcatori |  |

| Arbitro: | Bertolio (Torino) |

|            |           |                          |
| Sodini 23’ | Marcatori | 14’ Mannocci 43’ Bellini |

| Arbitro: | Gemini (Roma) |

|                                     |           |           |
| Mannocci 19’, 76’ Pini 55’ Vigo 86’ | Marcatori | 5’ Grolli |

| Arbitro: | Fois (Roma) |

|                    |           |  |
| Sentimenti III 46’ | Marcatori |  |

| Arbitro: | Gnocchini (Roma) |

|              |           |  |
| Mannocci 51’ | Marcatori |  |

| Arbitro: | Bellè (Venezia) |

|                                               |           |                  |
| Stella 39’ (rig.), 64’, 88’ (rig.) Meroni 70’ | Marcatori | 47’ (aut.) Merlo |

| Arbitro: | Siino (Palermo) |

|                  |           |                        |
| Fusco 39’ (rig.) | Marcatori | 53’ Rampini 82’ Foglia |

| Arbitro: | Zelocchi (Modena) |

|                |           |              |
| Barbero Ottino | Marcatori | Pini Bellini |

| Arbitro: | Mattea (Torino) |

|              |           |  |
| Barbon Rossi | Marcatori |  |

| Arbitro: | Carpani (Milano) |

|                         |           |                |
| Mannocci 57’ Tonali 83’ | Marcatori | 26’ Bonistalli |

| Arbitro: | Saracini (Ancona) |

|                                                                 |           |                               |
| D'Odorico ?’, ?’, ?’ Baldassi 34’ Soldani ?’ (aut.) Bertoli 49’ | Marcatori | 77’ Montiani 89’ (rig.) Fusco |

| Arbitro: | Fois (Roma) |

|                    |           |              |
| Fusco 22’ Pini 57’ | Marcatori | 79’ Romanini |

| Arbitro: | Dellarole (Vercelli) |

|              |           |                  |
| Fiorini I 5’ | Marcatori | 43’ (rig.) Fusco |

| Arbitro: | Biancone (Roma) |

|                                                  |           |                                     |
| Pini 7’ Bertoni II 19’ Presselli 69’ Nardini 89’ | Marcatori | 43’ Frisoni 48’ Moretti 60’ Buzzoni |

| Arbitro: | Saracini (Ancona) |

|                           |           |  |
| Belardini 14’ Freschi 70’ | Marcatori |  |

#### Girone di ritorno
| Arbitro: | Neri (Vicenza) |

|               |           |                  |
| Subinaghi 17’ | Marcatori | 31’ (aut.) Cerri |

| Arbitro: | Cardinali (Milano) |

|             |           |              |
| Bertoni 51’ | Marcatori | 90’ Riccardi |

| Siena 23 febbraio 1941 20ª giornata | Siena             | 0 – 0 referto | Pisa | Stadio Rino Daus\| Arbitro: \| Coletti (Treviso) \| |
| Arbitro:                            | Coletti (Treviso) |               |      |                                                     |

| Pisa 2 marzo 1941 21ª giornata | Pisa            | 0 – 0 referto | Spezia | Campo Sportivo del Littorio\| Arbitro: \| Viarengo (Asti) \| |
| Arbitro:                       | Viarengo (Asti) |               |        |                                                              |

| Arbitro: | Limido (Milano) |

|                        |           |  |
| Grolli 23’ Zanetti 42’ | Marcatori |  |

| Arbitro: | Bertolio (Torino) |

|      |           |  |
| Pini | Marcatori |  |

| Arbitro: | Scotti (Taranto) |

|                                    |           |           |
| Valli 62’ Mercorelli 64’ Milli 70’ | Marcatori | 22’ Verga |

| Arbitro: | Gamba (Napoli) |

|  |           |                   |
|  | Marcatori | 44’ (rig.) Stella |

| Arbitro: | Donati (Milano) |

|                                   |           |                        |
| Ghezzi 35’ Celant 49’ Cerutti 70’ | Marcatori | 27’, 57’ Vigo 55’ Pini |

| Arbitro: | Moretti (Genova) |

|                              |           |                 |
| Fusco 8’ (rig.) Mannocci 65’ | Marcatori | 52’ Castigliano |

| Arbitro: | Carminati (Milano) |

|                                     |           |                      |
| Pini 6’, 47’ Mannocci 26’ Fusco 65’ | Marcatori | 2’ Balbi 40’ Zanolli |

| Arbitro: | Ciamberlini (Sampierdarena) |

|                        |           |  |
| Guerrieri 7’ Coppa 72’ | Marcatori |  |

| Pisa 4 maggio 1941 30ª giornata | Pisa             | 0 – 0 referto | Udinese | Campo Sportivo del Littorio\| Arbitro: \| Silvano (Torino) \| |
| Arbitro:                        | Silvano (Torino) |               |         |                                                               |

| Arbitro: | Ferrari (Vicenza) |

|                              |           |  |
| Bandini 6’, 26’ Bernardi 70’ | Marcatori |  |

| Arbitro: | Zambotto (Padova) |

|         |           |       |
| Bertoni | Marcatori | Bolli |

| Arbitro: | Scorzoni (Bologna) |

|                                                                |           |  |
| Albini 19’, 21’, 87’ Buzzoni 52’, 53’, 58’ Gei 65’ Rebuzzi 68’ | Marcatori |  |

| Arbitro: | Mattea (Torino) |

|                  |           |                         |
| Vigo 3’ Pini 56’ | Marcatori | 59’ Di Prisco Formentin |

### Coppa Italia
| Arbitro: | Camiolo (Milano) |

|                                               |           |                        |
| Zuliani De Martinis ?’ (aut.) Costanzo ?’, ?’ | Marcatori | Tonali ?’, ?’ Montiani |

## Statistiche

### Statistiche di squadra
| Competizione | Punti | In casa | In casa | In casa | In casa | In casa | In casa | In trasferta | In trasferta | In trasferta | In trasferta | In trasferta | In trasferta | Totale | Totale | Totale | Totale | Totale | Totale | DR  |
| Competizione | Punti | G       | V       | N       | P       | Gf      | Gs      | G            | V            | N            | P            | Gf           | Gs           | G      | V      | N      | P      | Gf     | Gs     | DR  |
| ------------ | ----- | ------- | ------- | ------- | ------- | ------- | ------- | ------------ | ------------ | ------------ | ------------ | ------------ | ------------ | ------ | ------ | ------ | ------ | ------ | ------ | --- |
| Serie B      | 30    | 17      | 9       | 5       | 3       | 27      | 17      | 17           | 1            | 5            | 11           | 13           | 43           | 34     | 10     | 10     | 14     | 40     | 60     | -20 |
| Coppa Italia |       | -       | -       | -       | -       | -       | -       | 1            | 0            | 0            | 1            | 3            | 4            | 1      | 0      | 0      | 1      | 3      | 4      | -1  |
| Totale       |       | 17      | 9       | 5       | 3       | 27      | 17      | 18           | 1            | 5            | 12           | 16           | 47           | 35     | 10     | 10     | 15     | 43     | 64     | -21 |

### Statistiche dei giocatori
| Giocatore      | Serie B  | Serie B | Coppa Italia | Coppa Italia | Totale   | Totale |
| Giocatore      | Presenze | Reti    | Presenze     | Reti         | Presenze | Reti   |
| -------------- | -------- | ------- | ------------ | ------------ | -------- | ------ |
| G. Baldacci    | ?        | ?       | 1            | -4           | 1+       | -4+    |
| E. Bellini     | ?        | ?       | -            | -            | 0+       | 0+     |
| M. Bertiglia   | ?        | ?       | -            | -            | 0+       | 0+     |
| E. Bertoni     | ?        | ?       | -            | -            | 0+       | 0+     |
| M. Caccia      | ?        | ?       | 1            | 0            | 1+       | 0+     |
| P. Calistri    | ?        | ?       | 1            | 0            | 1+       | 0+     |
| Del Pecchia    | -        | -       | 1            | 0            | 1        | 0      |
| P. De Martinis | ?        | ?       | 1            | 0            | 1+       | 0+     |
| G. Ferrari     | ?        | ?       | -            | -            | 0+       | 0+     |
| A. Franceschi  | ?        | ?       | 1            | 0            | 1+       | 0+     |
| A. Fusco       | ?        | ?       | -            | -            | 0+       | 0+     |
| U. Mannocci    | ?        | ?       | -            | -            | 0+       | 0+     |
| G. Merlo       | ?        | ?       | -            | -            | 0+       | 0+     |
| E. Moalli      | ?        | ?       | -            | -            | 0+       | 0+     |
| I. Montiani    | ?        | ?       | 1            | 2            | 1+       | 2+     |
| D. Nardini     | ?        | ?       | 1            | 0            | 1+       | 0+     |
| R. Pini        | ?        | ?       | -            | -            | 0+       | 0+     |
| A. Presselli   | ?        | ?       | -            | -            | 0+       | 0+     |
| M. Provaglio   | ?        | ?       | -            | -            | 0+       | 0+     |
| E. Soldani     | ?        | ?       | -            | -            | 0+       | 0+     |
| L. Strobbe     | ?        | ?       | -            | -            | 0+       | 0+     |
| M. Tonali      | ?        | ?       | 1            | 1            | 1+       | 1+     |
| M. Verga       | ?        | ?       | 1            | 0            | 1+       | 0+     |
| G. Vigo        | ?        | ?       | 1            | 0            | 1+       | 0+     |